# 絵下山
絵下山（えげさん）は、広島市安芸区矢野町にある標高593mの山である。
山頂一帯は絵下山公園として整備されており、広島市内や広島湾の島々を見渡せる展望スポットとして親しまれている。山頂付近に位置する絵下山頂上広場には、展望台や休憩所が設けられている。標高593mの最高地点の北西に標高568.1mのピークがあり、広島親局送信所の一部および三角点が設置されている。
この山から北に延びる尾根上に矢野城（広島県指定文化財一覧）がある。

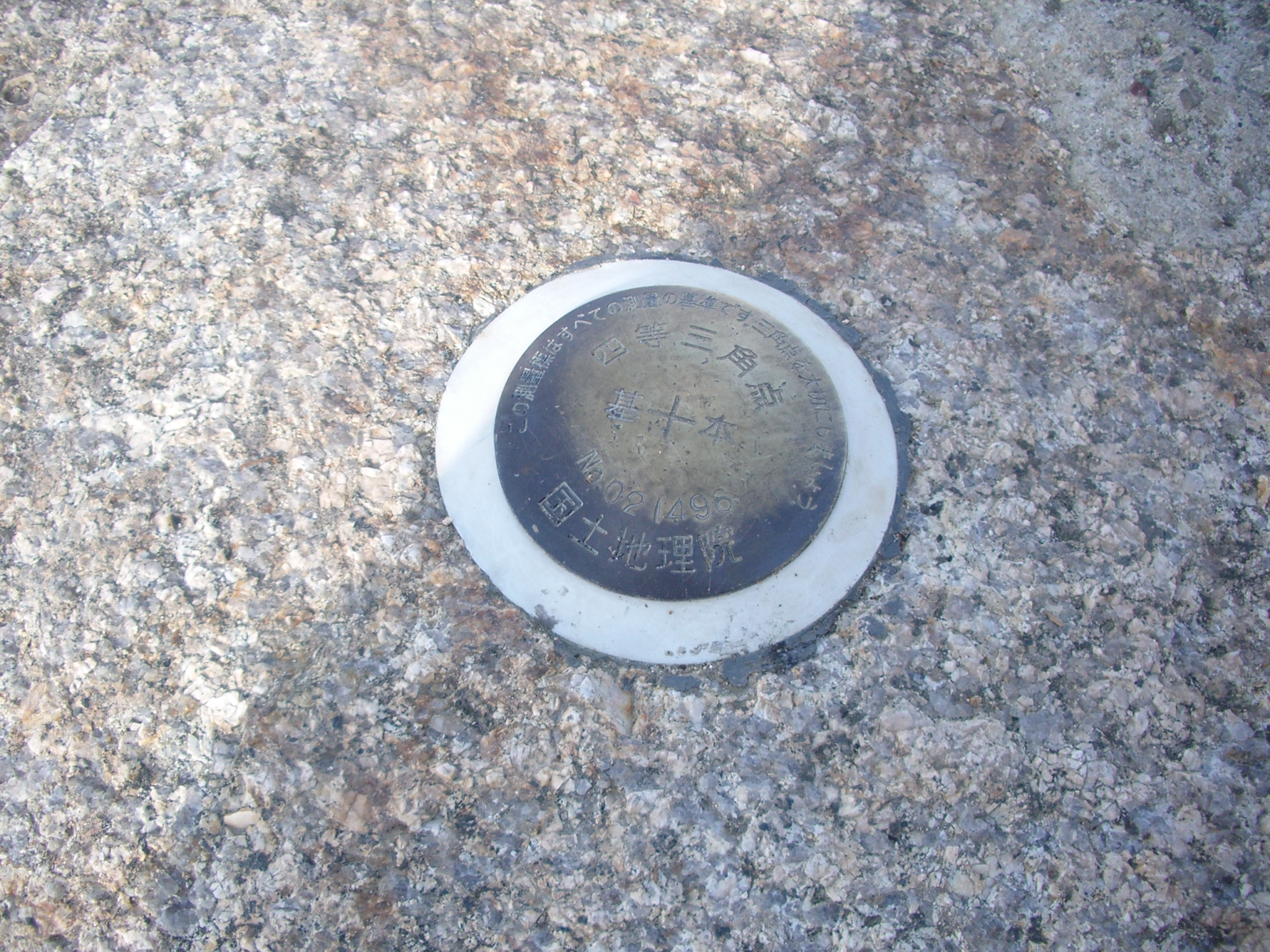
四等三角点：絵下山

## テレビ送信施設
当山には在広デジタルテレビの送信所が置かれている。かつてはテレビ新広島（tss）と広島ホームテレビ（HOME）のアナログテレビの送信所が置かれていた。

## 交通
国道31号の熊野別れ交差点から県道矢野安浦線を熊野方面に進み、昭和入り口交差点を右折し絵下山方面に進む。絵下山頂上広場までは舗装された道路が整備されており、車で行くことが可能である。登山道はJR呉線天応駅より焼山方面への車道を上り、深山の滝の標識を目印に登山道（中国自然歩道）を進むコースもある。山頂へ向かうルートはいくつかあるため、レベルに合わせた登山をすることができる。